# Galeácio Maria Sforza
Galeácio Maria Sforza (em italiano: Galeazzo Maria Sforza; Fermo, 24 de janeiro de 1444 - Milão, 26 de dezembro de 1476) foi Duque de Milão de 1466 até a sua morte. Era membro da família Sforza, os governantes de Milão, famosos como patrocinadores das artes e música. Ele também foi conhecido por levar uma vida luxuosa, e ser cruel e tirano.

## Biografia
Galeácio era filho de Branca Maria Visconti e de Francisco I Sforza, um general popular e aliado de Cosme de Médici. Contraiu matrimônio dentro da família Gonzaga, e após a morte de sua esposa Doroteia, contraiu matrimônio outra vez, com outra Gonzaga, a filha de Ludovico II. Galeácio faleceu assassinado em 26 de dezembro de 1476 e está enterrado na Igreja de Santo Stefano em Milão.

## Mecenato
Galeácio foi famoso como mecenas da arte. Sob sua tutela, apoio econômico e ânimo, seu nome ficou famoso entre muitos artistas italianos. Alguns dos mais relevantes que estiveram sob sua tutela foram Leonardo da Vinci, Cosme de Médici, Loyset Compère e Francisco I de França. A burguesia, classe social que enriqueceu muito com o renascimento comercial, viu na prática do mecenato uma forma rápida de alcançar o status de nobreza.

## Reputação
Apesar de seu amor à música, o duque era também conhecido por sua crueldade. Ele ameaçou uma vez executar a um caçador se não engolisse inteiras as lebres (com a pele intacta) que ele havia caçado, e a um sacerdote que havia predito um reinado curto para Galeácio, foi castigado a morrer de fome. Este comportamento acarretou numerosos inimigos em Milão.

## Assassinato
Existem principalmente três pessoas implicadas na sua morte: Carlos Visconti, Gerolamo Olgiati e Giovanni Andrea Lampugnani, todos altos oficiais da corte de Milão.
Lampugnani, descendente de nobres milaneses, foi reconhecido como o líder da conspiração. Seus motivos estavam baseados principalmente em lutas por terras, nas quais Galeácio estava ameaçado de perder para a família Lampugnani consideráveis propriedades. Visconti e Olgiati também odiavam ao duque - Olgiati era ideólogo Republicano, enquanto que Visconti pensava que o duque havia feito perder a virgindade de sua irmã.
Depois de estudar cuidadosamente os movimentos do duque, a conspiração se levou a cabo um dia depois do Natal de 1476, o dia de São Estevão, homônimo da igreja onde iria se realizar o feito. Apoiados por trinta amigos, os três homens esperaram a chegada do Duque. Quando chegou, Lampugnani ajoelhou-se diante Galeácio, e depois de algumas palavras, repentinamente o apunhalou na virilha e nas costas.